# Cifuentes (Espagne)
Pour les articles homonymes, voir Cifuentes.
Cifuentes est une commune d'Espagne de la province de Guadalajara dans la communauté autonome de Castille-La Manche.